# Soral
Soral là một đô thị in the bang Genève, Thụy Sĩ.
Soral có diện tích 2,85 km2, dân số thời điểm cuối năm 2007 là 672 người.